# Minnesota Wing Civil Air Patrol
A Minnesota Wing Civil Air Patrol (MNWG) é uma das 52 "alas" (50 estados, Porto Rico e Washington, D.C.) da "Civil Air Patrol" (a força auxiliar oficial da Força Aérea dos Estados Unidos) no Estado do Minnesota. A sede da Minnesota Wing está localizada em Inver Grove Heights, Minnesota. A Minnesota Wing consiste em mais de 1.500 cadetes e membros adultos distribuídos em 24 locais espalhados por todo o Estado.
A ala de Minnesota Wing Civil Air Patrol é membro da Região Centro-Norte da CAP juntamente com as alas dos seguintes Estados: Iowa, Kansas, Missouri, Nebraska, North Dakota e South Dakota.

## Missão
A Civil Air Patrol tem três missões: fornecer serviços de emergência; oferecer programas de cadetes para jovens; e fornecer educação aeroespacial para membros da CAP e para o público em geral.

## Serviços de emergência
A CAP fornece ativamente serviços de emergência, incluindo operações de busca e salvamento e gestão de emergência, bem como auxilia na prestação de ajuda humanitária.
A CAP também fornece apoio à Força Aérea por meio da realização de transporte leve, suporte de comunicações e levantamentos de rotas de baixa altitude. A Civil Air Patrol também pode oferecer apoio a missões de combate às drogas.

## Programas de cadetes
A CAP oferece programas de cadetes para jovens de 12 a 21 anos, que incluem educação aeroespacial, treinamento de liderança, preparo físico e liderança moral para cadetes.

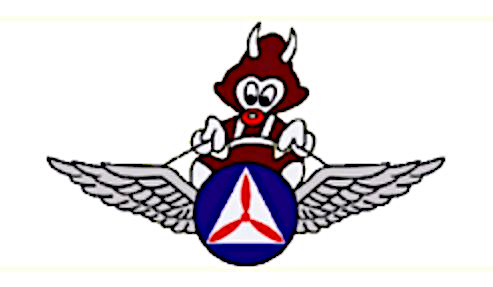
O "Gremlin" da Minnesota Wing.

## Educação Aeroespacial
A CAP oferece educação aeroespacial para membros do CAP e para o público em geral. Cumprir o componente de educação da missão geral da CAP inclui treinar seus membros, oferecer workshops para jovens em todo o país por meio de escolas e fornecer educação por meio de eventos públicos de aviação.

## O "Gremlin" daMinnesota Wing
Durante a Segunda Guerra Mundial, os Estúdios Disney criaram centenas de emblemas para as Forças Armadas dos EUA, Em março de 1943, a Minnesota Wing solicitou à Disney permissão para usar um de seus personagens "Gremlin" em um emblema. A Disney concordou e desenhou o emblema.

## Organização

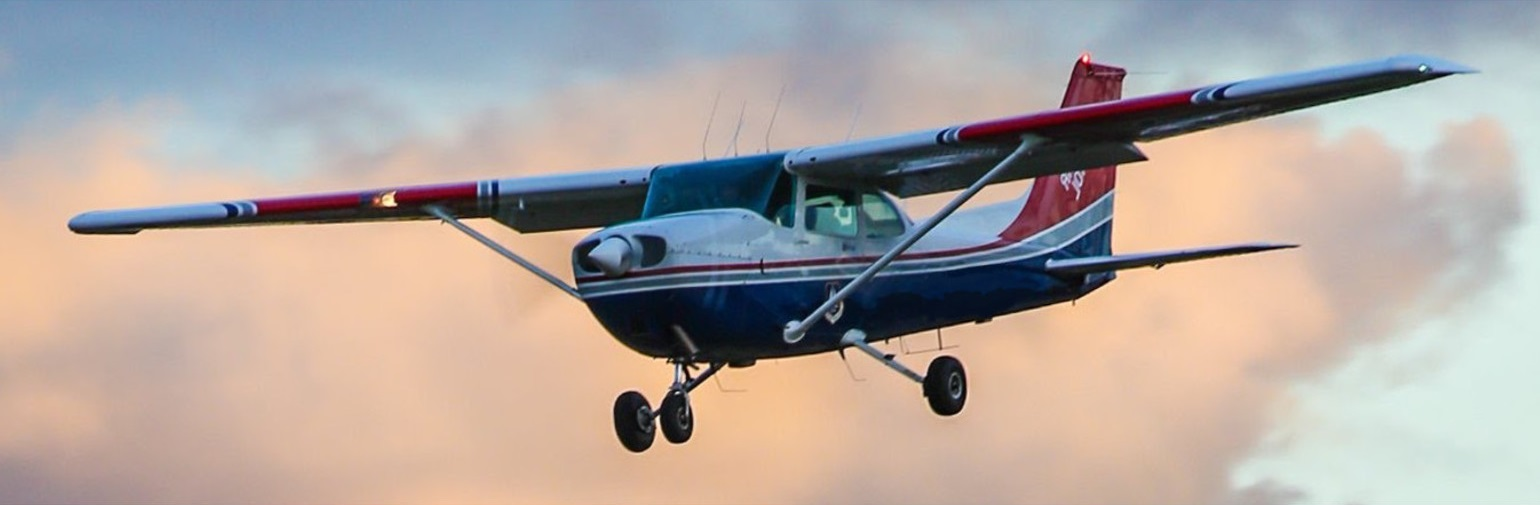
Um avião da Minnesota Wing em voo.

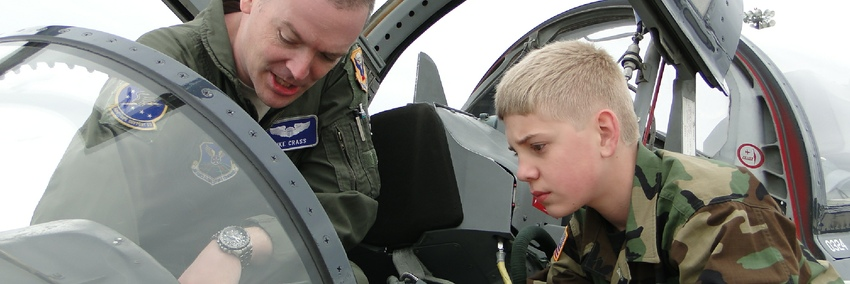
No Programa de Educação Aeroespacial da Minnesota Wing um piloto orienta um cadete sobre o painel de uma aeronave.

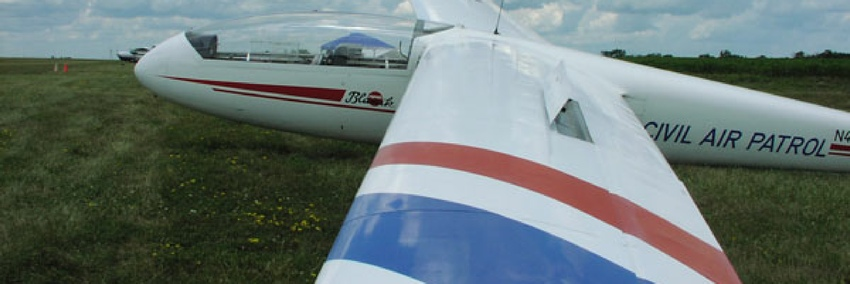
Um planador da CAP que faz parte do Programa de Educação Aeroespacial da Minnesota Wing.

| Designação | Nome do Esquadrão                    | Localização         |
| ---------- | ------------------------------------ | ------------------- |
| MN001      | Minnesota Wing HQ                    | Inver Grove Heights |
| MN010      | Grand Rapids Composite Squadron      | Grand Rapids        |
| MN012      | Crow Wing Composite Squadron         | Brainerd            |
| MN016      | Duluth Composite Squadron            | Duluth              |
| MN017      | North Hennepin Composite Squadron    | Crystal             |
| MN021      | Anoka County Composite Squadron      | Blaine              |
| MN029      | Pipestone Senior Squadron            | Pipestone           |
| MN030      | Viking Composite Squadron            | Eden Prairie        |
| MN042      | St. Paul Composite Squadron          | St. Paul            |
| MN047      | Southeast MN Composite Squadron      | Rochester           |
| MN048      | Mankato Composite Squadron           | Mankato             |
| MN066      | Northland Composite Squadron         | Bemidji             |
| MN104      | Red Wing Composite Squadron          | Red Wing            |
| MN113      | Worthington Composite Squadron       | Worthington         |
| MN114      | Valley Composite Squadron            | St. Paul            |
| MN115      | Tri County Senior Squadron           | Walker              |
| MN116      | St. Cloud Composite Squadron         | St. Cloud           |
| MN121      | Hutchinson Composite Squadron        | Hutchinson          |
| MN122      | St. Croix Composite Squadron         | Lake Elmo           |
| MN130      | 130th Composite Squadron             | Lakeville           |
| MN131      | Ft. Snelling Cadet Squadron          | Minneapolis         |
| MN132      | Owatonna Composite Squadron          | Owatonna            |
| MN134      | Crookston Composite Squadron         | Crookston           |
| MN999      | Minnesota State Legislative Squadron | St. Paul            |

## Proteção legal
Os empregadores dentro das fronteiras de Minnesota são obrigados por lei a fornecer aos funcionários que também são membros da CAP uma licença sem vencimento do emprego quando esses funcionários estão respondendo a uma missão da CAP, a menos que a licença "interrompa indevidamente as operações de o empregador".